# Maserati Mistral

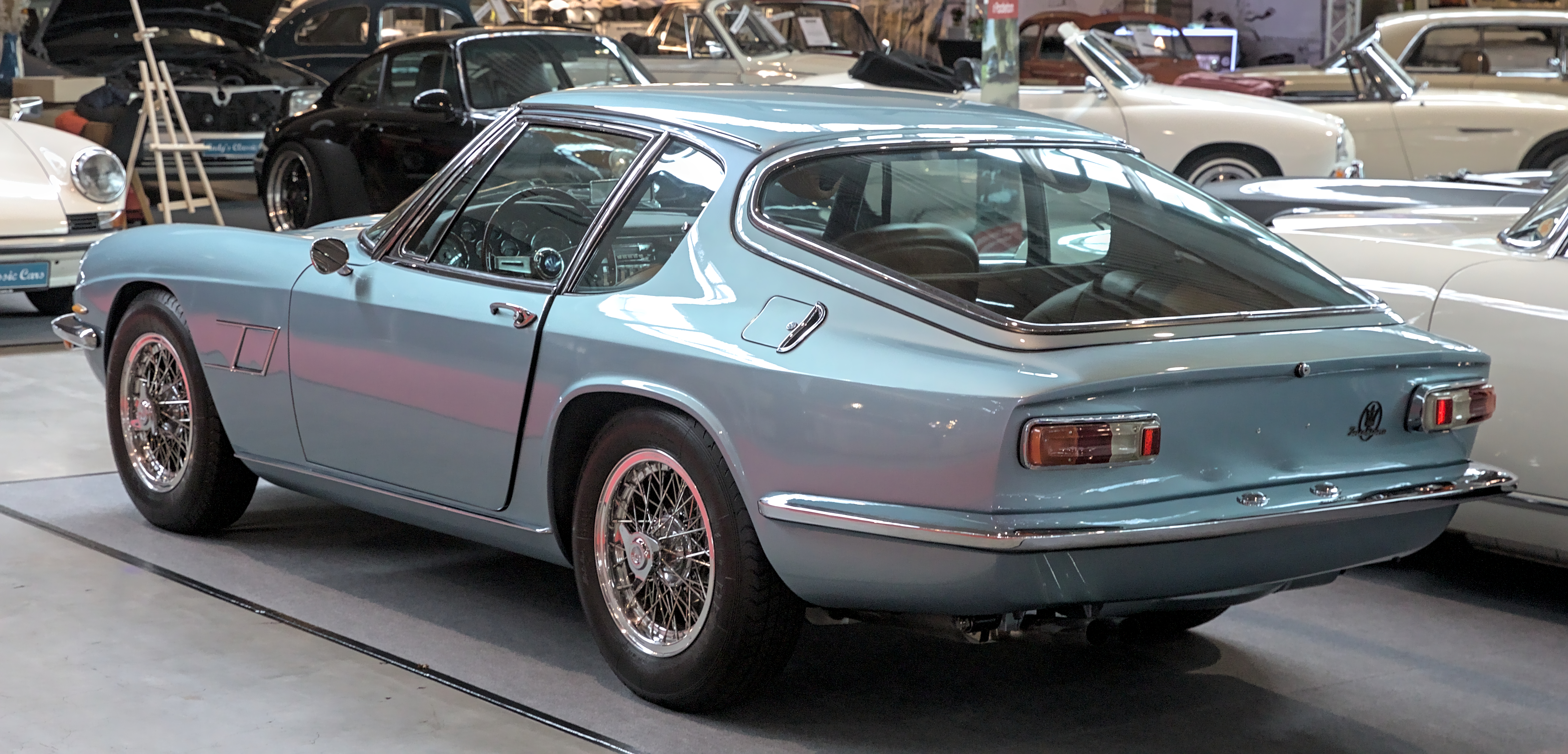
Heckansicht

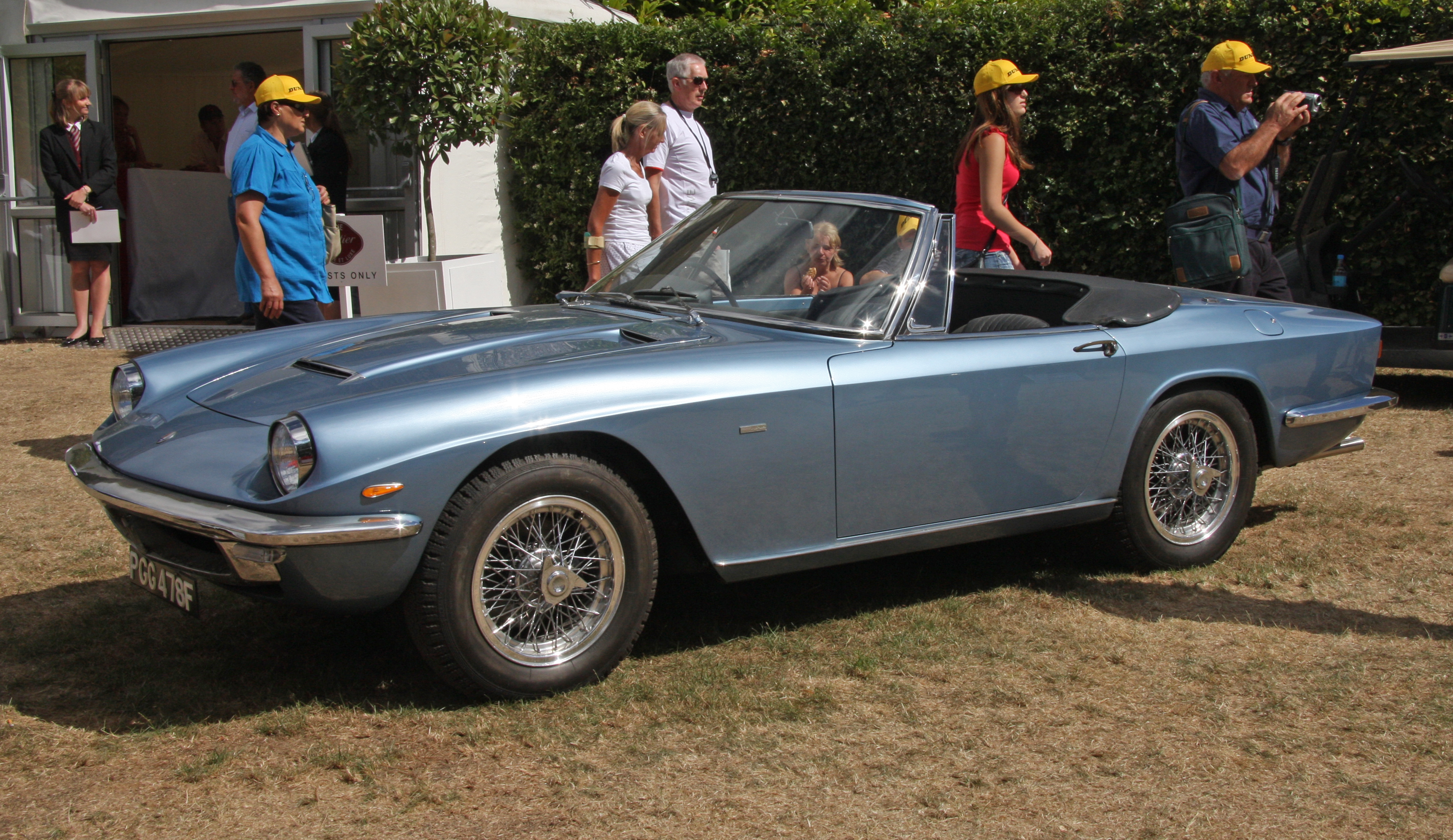
Maserati Mistral Spyder

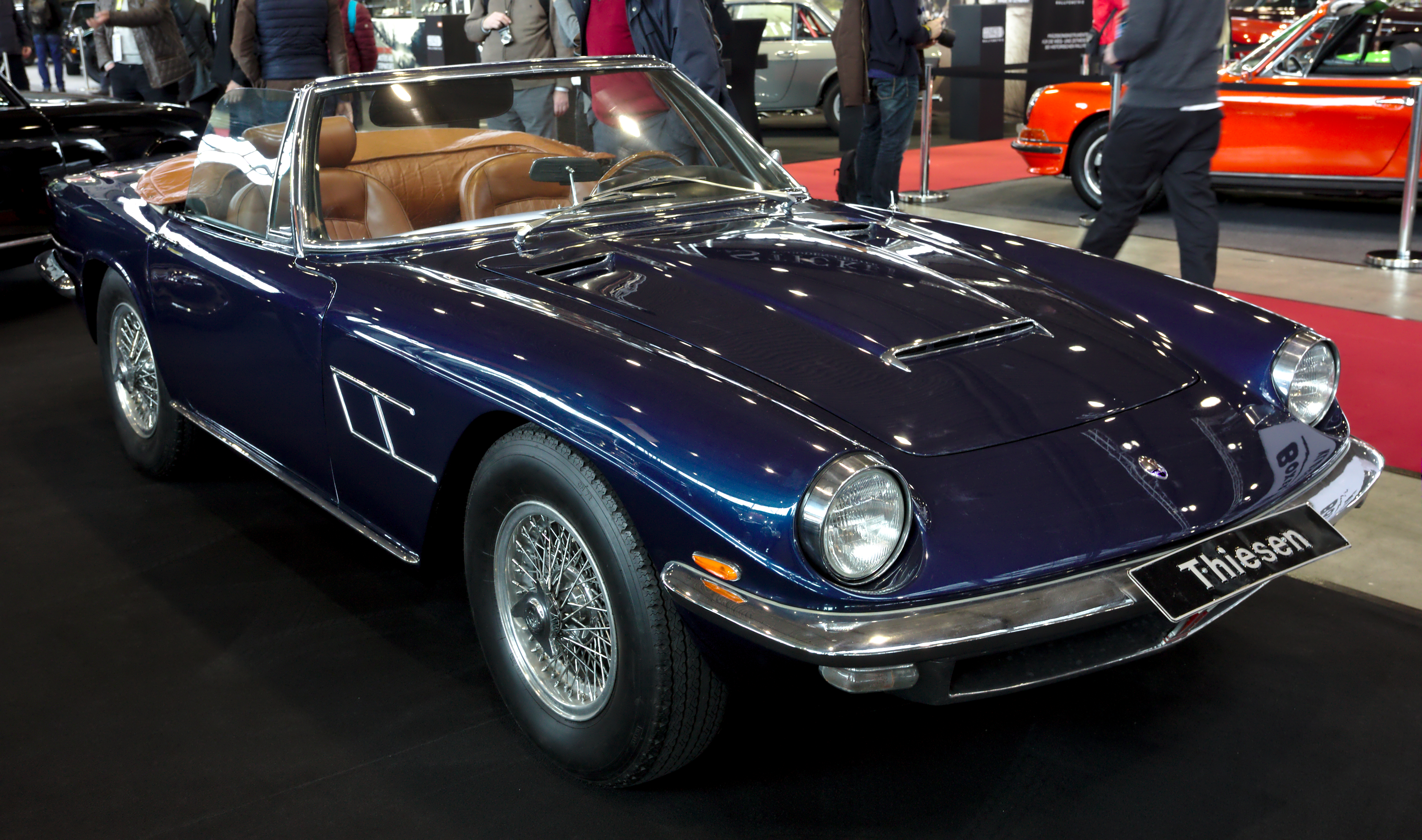
Maserati Mistral 4000 Spyder

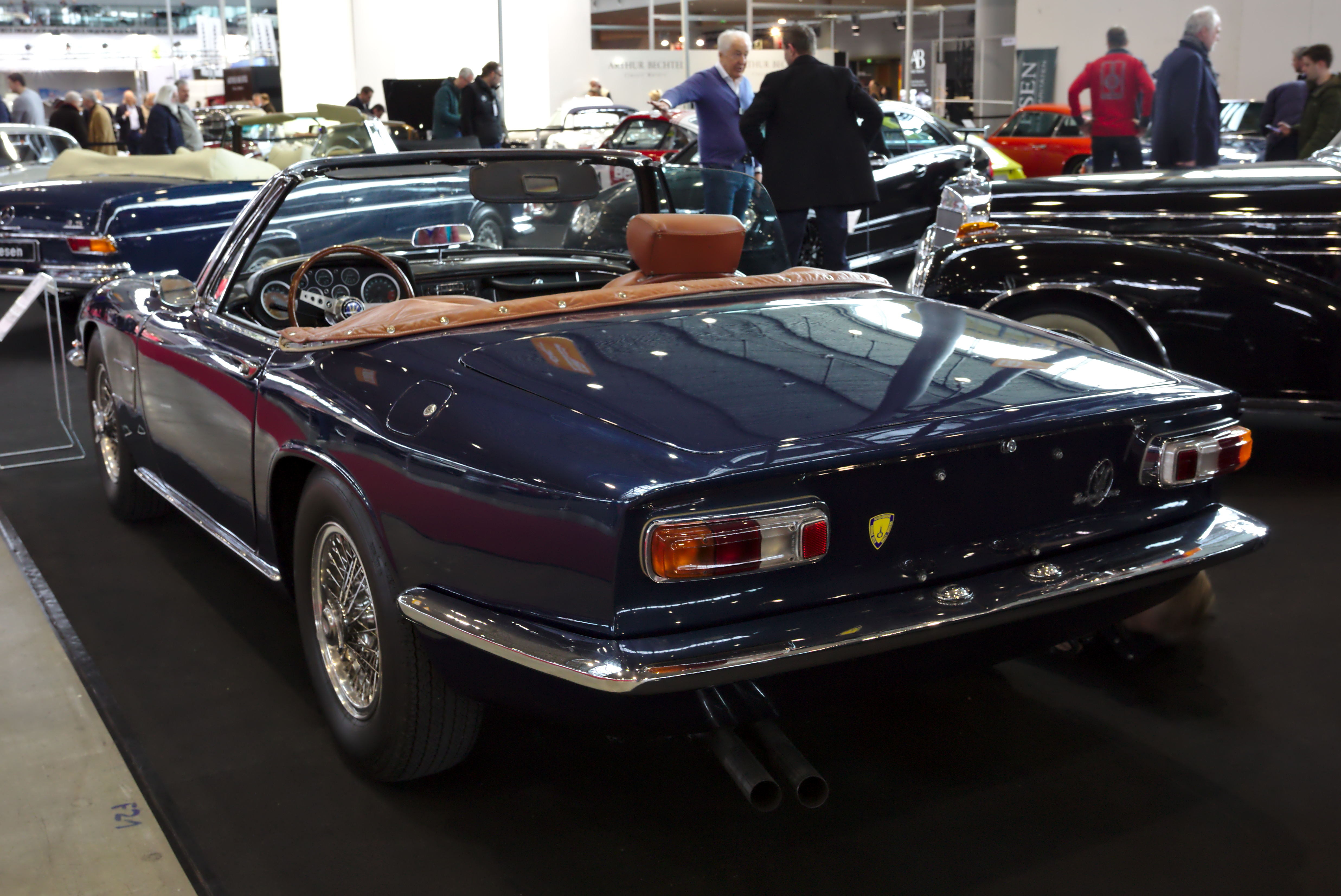
Heckansicht

Der Maserati Mistral war ein Sportwagen der Oberklasse, den der italienische Automobilhersteller Maserati von 1963 bis 1970 produzierte. Das Auto hieß anfänglich Maserati 3500 GT 2posti und war als Coupé sowie als Cabriolet lieferbar.

## Technik und Aufbau
Der werksintern als Tipo AM 109 bezeichnete Wagen wurde unter der Leitung von Giulio Alfieri entwickelt. Ziel war es, eine Antwort auf den Jaguar E-Type zu konstruieren.

### Chassis
Das Auto wies ein eigenständiges Chassis auf, das keine Beziehung zu dem Fahrgestell des Maserati 3500 GT hatte. Es bestand aus Rohren mit einem rechteckigen Querschnitt; der hintere Bereich war als Kastenrahmen ausgebildet. Sein Radstand war um 20 cm kürzer als der des 3500 GT Coupé; den Radstand des 3500 GT Spider unterbot er um 10 cm. Die Aufhängung und die Federung entsprachen dem 3500 GT.

### Motoren
Als Antrieb diente zunächst der 3,5 Liter große Reihensechszylinder, der auch im Vorgängermodell eingesetzt wurde. Er leistete 235 PS. 1964 wurde er durch eine 3,7 Liter große Version ersetzt, die eine um 10 PS höhere Leistung bot. Dieses Triebwerk blieb bis 1969 im Programm. Ab 1966 war wahlweise auch eine 4,0 Liter große und 255 PS starke Ausführung des Sechszylindermotors erhältlich. Der Mistral war der letzte Maserati mit dem klassischen Reihensechszylinder des Hauses; alle späteren Modelle besaßen sechs- oder achtzylindrige V-Motoren.

### Karosserie
Der Maserati Mistral hatte zunächst eine Karosserie ganz aus Aluminium, seit 1967 aus gepresstem Stahlblech mit Türen und Motorhaube aus Aluminium.
Die Karosserie des Fahrzeugs wurde von Pietro Frua gestaltet. Frua griff bei späteren Aufträgen wiederholt auf den Mistral-Entwurf zurück: Sowohl der britische AC 428 als auch der Schweizer Monteverdi High Speed 375 S gelten als Abwandlungen des Maserati Mistral.
Anfänglich war der Mistral nur als zweisitziges Coupé mit großer Heckklappe erhältlich. In dieser Konzeption spiegelte sich die Vorgabe wider, das Auto in der Nische des Jaguar E-Type zu positionieren. Später wurden im Wagenfond knappe Notsitze installiert. Ab 1965 wurde dem Coupé ein zweisitziges Cabriolet mit der Bezeichnung Spyder zur Seite gestellt, für das wahlweise ein Hardtop lieferbar war.

## Produktion
Das Fahrzeug wurde im November 1963 auf dem Turiner Autosalon vorgestellt. Anlässlich der Präsentation erschien es mit der Modellbezeichnung Maserati 3500 GTI 2Posti. Die Bezeichnung Mistral wurde erst ab 1966 offiziell verwendet. Die Anregung hierzu ging auf den französischen Maserati-Importeur Colonel John Simone zurück. Die Bezeichnung verweist auf den gleichnamigen Wind, der im unteren Rhônetal bemerkbar ist. Sie begründete die bis in die 1990er-Jahre bestehende Tradition, Maserati-Fahrzeuge nach Winden zu benennen.
Die Serienproduktion des Mistral begann im Frühjahr 1964. Sie dauerte bis 1970 an. In dieser Zeit entstanden 828 Coupés und 123 Cabriolets.
Der Produktionsprozess war kompliziert. Bei Maserati entstanden der Motor und das Fahrgestell, die Blechteile der Karosserie hingegen wurden in Turin von der Carrozzeria Maggiora gepresst. Per Lastwagen wurden die Chassis von Maserati zu Maggiora transportiert, wo die Karosserie mit dem Fahrgestell verschweißt wurde. Danach wurden die Fahrzeuge nach Modena zur Officine Padane gebracht, wo die Lackierarbeiten erfolgten und die Scheiben, die Elektrik und die Innenausstattung eingebaut wurde. Schließlich kamen die Autos zurück zu Maserati. Hier wurden in einem letzten Arbeitsschritt der Motor, die Aufhängungen, das Getriebe und die Bremsen installiert.

## Rezeption
Der Maserati Mistral wurde in den 1960er-Jahren von Testern gelobt. Der britische Journalist John Bolster resümierte 1967: „Alles am Mistral ist so richtig, dass es eine wahre Freude ist, dieses Auto zu fahren“. In den USA hingegen wurde der Wagen skeptisch aufgenommen. Die Zeitschrift Road & Track kommentierte 1964 in Anspielung auf die große Heckklappe des Coupés: „Ein vorzüglicher Einkaufswagen für die Hausfrau in Eile“.

## Der Mistral als Klassiker
Mit der Vorstellung des von Giorgetto Giugiaro gestalteten Maserati Ghibli 1966 ging die Nachfrage nach dem Mistral stark zurück. Auch auf dem Klassikermarkt stand der Mistral lange im Schatten des achtzylindrigen Ghibli. Erst mit der Jahrtausendwende stiegen der Gebrauchtwagenpreise für den Mistral an, sodass die Coupés im Jahr 2013 ein annähernd gleiches Preisniveau erreichten. Ungeachtet dessen ist der Ghibli Spyder nach wie vor deutlich teurer als der Mistral Spyder.

## Technische Daten
| Karosserie            | Sechszylinder-Reihenmotor, DOHC                                                             |
| Bohrung/Hub (mm)      | 86 × 100/86 × 106/88 × 110                                                                  |
| Hubraum               | 3485/3694/4014 cm³                                                                          |
| Leistung              | 173/180/188 kW (235/245/255 PS)                                                             |
| Chassis               | Rohrrahmen aus Stahl                                                                        |
| Aufhängung            | Dreieckslenker und Schraubenfedern vorn; Starrachse mit Längslenkern und Blattfedern hinten |
| Kraftübertragung      | Fünfgang-Schaltgetriebe (ZF), Hinterradantrieb                                              |
| Höchstgeschwindigkeit | 230–245 km/h                                                                                |